# Beatriz Pacheco, condessa de Medellín
Beatriz Pacheco, condessa de Medellín, foi uma nobre espanhola, casada com Rodrigo Portocarrero, conde de Medellín. Era filha ilegítima de Dom Juan Pacheco com Catalina Alfón de Lodeña, meia-irmã de Diego López de Pacheco, Marquês de Vilhena. Durante a Guerra de Sucessão de Castela tomou partido de Joana, a Beltraneja, assim como seu pai e irmão. Encontra-se sepultada no convento de Santa María del Parral de Segovia, mandado construir por seu pai.

## Referência
- (em castelhano) http://www.medellin.es/pbiogjpacheco.htm#Beatriz